# Климатаки
Климатаки (грч. Κληματάκι) је насељено место у општини Гребен у периферији Западна Македонија, Грчка. Према попису из 2021. године био је 81 становник.
Према бугарском географу и историчару, Василу Канчову, у Климатакију је 1900. године живело 260 Грка хришћана и 100 Грка муслимана (Валахади). Године 1923. муслиманско становништво је принудно исељено у Турску а на њихово место је насељена 31 грчка избегличка породица, укупно 107 особа. На попису из 1928. године Климатаки је имао 333 становника. Село се раније звало Дурвуништа.